# Paluzzo Paluzzi Altieri degli Albertoni

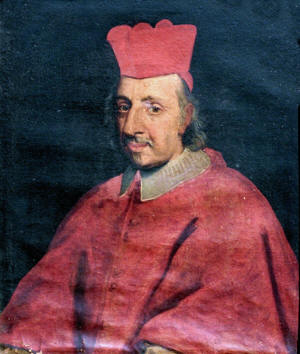
Kardinal Paluzzo Paluzzi Altieri degli Albertoni (Porträt von Gian Lorenzo Bernini, 1666)

Paluzzo Paluzzi Altieri degli Albertoni (* 8. Juni 1623 in Rom; † 29. Juni 1698 ebenda) war Kardinal und Bischof.

## Werdegang
Nach dem Studium in Perugia, wo er auch zum Doktor der Rechte promovierte, war er unter Papst Urban VIII. an der Apostolischen Kammer tätig, wo er unter Papst Alexander VII. zum leitenden Uditore aufstieg. Alexander VII. erhob ihn am 14. Juni 1664 in pectore und am 15. Februar 1666 öffentlich zum Kardinal. Am 29. März 1666 zum Bischof von Montefiascone ernannt, empfing er am 2. Mai 1666 von Kardinal Ulderico Carpegna (Mitkonsekratoren waren Titularerzbischof Stefano Ugolini von Korinth und der Bischof von Albengo, Giovanno Tommaso Pinelli) in S. Silvestro zu Rom die Bischofsweihe. 1666 wurde er ebenfalls Kardinalpriester von Santi XII Apostoli. Als Kardinalnepot Papst Clemens X., der ihn adoptiert hatte und für den er auch die Staatsgeschäfte erledigte, am 19. Mai 1670 zum Erzbischof von Ravenna ernannt, wurde er am 19. Mai 1670 Legat von Avignon und war von 1673 bis 1677 Legat von Urbino, dann auch Gouverneur von Tivoli. Am 2. August 1671 wurde er zum Präfekten der Propaganda Fide ernannt, was er bis zu seinem Tode blieb. Für kurze Zeit war er auch Generalvikar für Rom und Präfekt der Breven. Am 19. Februar 1674 resignierte er als Erzbischof von Ravenna und wurde am 1. Dezember 1681 zum Kardinalpriester von San Crisogono erhoben. Nach dem Konklave von 1676 war er vom 10. Januar 1678 bis zum 9. Januar 1679 Camerlengo des Kardinalskollegiums. Seit dem 13. November 1684 Kardinalpriester von Santa Maria in Trastevere, wurde er am 28. Februar 1689 Kardinalbischof der Sabina und am 8. August 1691 Kardinalbischof von Palestrina. Seit 1693 Erzpriester der Lateranbasilika, wurde er am 27. Januar 1698 dann Kardinalbischof von Porto e Santa Rufina und Subdekan des Kardinalskollegiums.